# Krupabai Satthianadhan
Krupabai Satthianadhan (* 1862 in Ahmadnagar, Britisch-Indien; † 1894 in Madras) war eine indische Schriftstellerin. In einigen Literaturgeschichten wird sie als erste Frau aufgeführt, die in Indien im 19. Jahrhundert mehrere Romane in englischer Sprache veröffentlichte. Ihre Romane Saguna: A Story of Native Christian Life und Kamala: A Story of Hindu Life werden zum Genre des Bildungsromans gezählt, adressieren aber auch die Anliegen der Autorin zu Frauenbildung und sozialer Reform.

## Leben
Krupabai Satthianadhan wurde als dreizehntes von 14 Kindern von Haripunt und Radhabai Khisty geboren. Ihre Eltern waren zum Christentum konvertierte Hindus. Krupabais Vater, ein Missionar, starb früh. Krupabai wurde in ihrer Jugend stark von ihrem Bruder Bhasker beeinflusst, der sie zum Lernen motivierte und ihre Liebe für westliche Literatur weckte. Als Krupabai 13 Jahre alt war, starb ihr Bruder. Um ihre Einsamkeit nach seinem Tod zu bewältigen, lebte sie einige Monate mit zwei europäischen Missionarinnen. Später wurde sie Internatsschülerin in einer Missionsschule in Bombay, wo sie ein Interesse für Medizin entwickelte. Sie gewann ein Stipendium für ein Medizinstudium in England, aber ihr gesundheitlicher Zustand war zu schwach, um den Klimawechsel und die Strapazen eines Auslandsstudiums auszuhalten. Sie wurde schließlich am Madhras Medical College zugelassen, das als erstes College Frauen zum Medizinstudium zuließ. Krupabai schloss ihr erstes Jahr am College als Jahrgangsbeste ab, aber sie war aus gesundheitlichen Gründen dann gezwungen, ihr Studium abzubrechen.
1881 wohnte sie bei ihrer Schwester, um sich zu erholen, und lernte dort den indischen Christen Samuel Satthianadhan kennen, den sie im selben Jahr heiratete. Zum Zeitpunkt der Heirat war Samuel Satthianadhan Direktor einer Schule in Madras, später in Ootacamund. 1886 zog die Familie wieder nach Madras, wo Samuel am Presidency College arbeitete.
Krupabai schrieb während ihrer Ehe zwei Romane, von denen einer posthum veröffentlicht wurde. Außerdem engagierte sie sich für Mädchen- und Frauenbildung: So schrieb sie Artikel zu diesem Thema in verschiedenen Zeitungen, unterrichtete an einer indischen Mädchenschule und sammelte Spenden für die Etablierung einer Schule für muslimische Mädchen.
Krupabai Satthianadhan starb 1894 mit 32 Jahren.

## Schaffen
Krupabai Satthianadhan verfasste zunächst Zeitschriftenartikel, dann zwei Romane, Saguna: A Story of Native Christian Life und Kamala: A Story of Hindu Life. Saguna, ein autobiografischer Roman, wurde 1887 und 1888 als Fortsetzungsroman im Madhras Christian Colleage Magazine und 1892 in Buchform veröffentlicht. Kamala wurde ebenfalls 1894–1894 als Fortsetzungsroman im Madhras Christian Colleage Magazine veröffentlicht. Nach ihrem Tod erschien Kamala bei Vradrachari & Co. in Madhras. 1896 erschienen ferner einige ihrer Texte als Miscellaneous Writings. Drei ihrer Kurzgeschichten waren außerdem 1896 in Samuel Satthianadhans Werk Sketches of Indian Christian Life enthalten, das er mit seiner zweiten Frau Kamala veröffentlichte.
In ihren Texten hat Krupabai Satthianadhan ihre Reformanliegen verarbeitet; so hat sie sich in ihren Zeitschriftenartikeln für die Emanzipierung und Bildung von Frauen und Mädchen eingesetzt. Ferner war sie eine Pionierin des „indischen neuen Frauenromans“, der Frauen als selbständige, gebildete Frauen darstellte, die aktiv im öffentlichen und privaten Leben eine Rolle spielten. Krupabai Satthianadhan trug mit ihren Artikeln und literarischen Texten zur Diskussion in Indien bei, in der Themen wie Bildung für Frauen, mangelnde Wahlmöglichkeiten bei der Heirat, Kinderehen und die Lage der Witwen sowie soziale Reformen debattiert wurden.
Krupabai Satthianadhan war eine der ersten Frauen, die im 19. Jahrhundert englischsprachige Romane in Indien schrieb, aber sie war nicht die einzige indische Schriftstellerin dieser Zeit. So entstanden die (nicht-englischen) Romane Deepnirban und Chhinna - mukul von Swarnakumari Debi schon 1870 und 1879. Weitere Autorinnen des 19. Jahrhunderts, die zeitgleich mit Krupabai Satthianadhan schrieben und veröffentlichten, waren die Lyrikerin Toru Dutt und die Romanautorin Raj Lakshmi Debi, deren Romane The Hindu Wife und The Enchanted Fruit 1876 veröffentlicht wurden.
Mehr als 100 Jahre waren Krupabai Satthianadhans Werke nicht zugänglich, bis Oxford University Press 1998 ihre Romane neu herausgab. Gleichzeitig gab es auch ein größeres wissenschaftliches Interesse an der Erforschung von Krupabai Satthianadhans Werken, und ihre Romane wurden als wichtige indische literarische Werke in englischer Sprache im 19. Jahrhundert anerkannt. Der Grund für die Neubewertung war das vermehrte Interesse an Schriftstellerinnen, die im männlich geprägten Literaturbetrieb des 19. Jahrhunderts sich kaum durchsetzen konnten und deren Texte daher auch nicht in den Kanon wichtiger literarischer Werke fanden. Darüber hinaus rückten englischsprachige Autoren der ehemaligen britischen Kolonien stärker in den Fokus, die lange von der Literaturgeschichtsschreibung vernachlässigt wurden. Im Zuge dieser Neubewertung des literarischen Kanons wurden Krupabai Satthianadhans Romane wiederentdeckt.

## Werke

### Erstausgaben
- Saguna: a story of native Christian life. Srinivasa, Varadachari & Co., Madras 1895 (deutsch: Saguna: Aus dem Leben einer indischen Christin. Mit einem Vorwort von Mrs. R.S. Benson. Autorisierte Übersetzung. H.G. Wallmann, Leipzig 1900).
- Kamala: the story of a Hindu life. Varadachari and Co., Madras 1894.
- Miscellaneous writings. Srinivasa, Varadachari et Co, Madras 1896.

### Moderne Ausgaben
- Saguna: the first autobiographical novel in English by an Indian woman. Herausgegeben von Chandani Lokugé. Oxford University Press, Delhi 1998, ISBN 9780195643657.
- Kamala: the story of a Hindu life. Herausgegeben von Chandani Lokugé. Oxford University Press, Delhi 1998, ISBN 9780195644531.